# Edward Ullendorff
Edward Ullendorff (* 25. Januar 1920 in Berlin; † 6. März 2011 in Oxford) war ein britischer Semitist und Äthiopist deutscher Herkunft. Er lehrte von 1964 bis 1979 als Professor für Äthiopistik an der Londoner School of Oriental and African Studies (SOAS) und hatte dort von 1979 bis zu seiner Emeritierung 1982 den Lehrstuhl für Semitische Sprachen inne.

## Leben
Ullendorf wuchs als Einzelkind in einer großbürgerlichen, wenig religiösen, jüdischen Familie in Berlin-Prenzlauer Berg auf. Sein Vater war der Großkaufmann Friedrich Ullendorff (1887–1935), der insbesondere die Deutsche Reichsbahn mit Salz belieferte, er starb kurz vor Edwards 15. Geburtstag. Seine Mutter Cilli (geb. Pulvermann) war teilweise in Liechtenstein aufgewachsen. Anders als seine Eltern interessierte sich Ullendorff sehr für die jüdische Religion und insbesondere die hebräische Sprache. Nach der Grundschule in der Pasteurstraße besuchte er von 1930 bis 1938 das altsprachliche Gymnasium zum Grauen Kloster. Bereits in seinem Aufnahmeantrag für das Gymnasium gab Ullendorff als Berufswunsch an, orientalische Sprachen zu studieren. Er war regelmäßig Primus (Klassenbester) in Latein und Griechisch. In seiner Freizeit lernte er Hebräisch, war in der Neuen Synagoge in der Oranienburger Straße gelegentlich Kantor und brachte Bar-Mitzwa-Kandidaten die Kantillation der Hebräischen Bibel (Tanach) bei. Mit Erlaubnis von Ismar Elbogen durfte er bereits vor dem Abitur Vorlesungen in Hebräisch, Bibel- und Talmudkunde an der Hochschule für die Wissenschaft des Judentums besuchen.
Im März 1938 legte Ullendorff das Abitur ab. Angesichts der zunehmenden Verfolgung von Juden im NS-Staat emigrierte er im September desselben Jahres, zwei Monate vor den Novemberpogromen, mit Hilfe der Kinder- und Jugend-Alija ohne seine Familie nach Palästina. Die Mutter floh später nach Belgien, wo sie 1940 an einem Herzinfarkt starb. Seine Großmutter wurde im Holocaust ermordet. In Jerusalem nahm Edward Ullendorff ein Studium der Semitistik an der Hebräischen Universität auf, sein prägendster akademischer Lehrer war Hans Jakob Polotsky. Durch Zufall wohnte Ullendorff zu Beginn seines Studiums in Jerusalem in der Äthiopischen Straße, nahe des äthiopisch-orthodoxen Klosters Debra Gennet. Als erster Student der Hebräischen Universität schloss er 1942 mit einem Mastergrad in Semitischer Philologie ab.
Anschließend trat er in den Dienst der britischen Militärverwaltung in Eritrea, das die britischen Truppen im Zuge des Ostafrikafeldzugs 1941 von der Kolonialmacht Italien erobert hatten. In Asmara arbeitete Ullendorff zunächst bei der britischen Zensurbehörde, wo er aufgrund seiner Kenntnisse semitischer Sprachen Dokumente auf Amharisch und Tigrinya prüfte. Er heiratete 1943 Dina Noack, die er seit seiner Studienzeit in Jerusalem kannte und deren Familie ebenfalls aus Berlin kam. Von 1945 bis 1946 amtierte Ullendorff als stellvertretender politischer Sekretär der britischen Militärverwaltung von Eritrea. In dieser Funktion gründete er die Eritrean Weekly News, die erste Zeitung in Tigrinya-Sprache. Nach Ende des Zweiten Weltkriegs kehrte Ullendorff zunächst nach Jerusalem zurück, wo er 1946 bis 1947 als Registrar in der Verwaltung der Hebräischen Universität arbeitete. Nach dem Bombenanschlag der revisionistisch-zionistischen Irgun auf das King David Hotel in Jerusalem bearbeitete er für die britische Mandatsverwaltung Entschädigungszahlungen für Opfer von Terroranschlägen. Ullendorff wurde auch selbst einmal von Irgun entführt.
Nach der Unabhängigkeit Israels 1948 ging er nach Großbritannien, wo er zunächst am Institut für Kolonialstudien der Universität Oxford künftigen Kolonialbeamten Arabisch beibrachte. Bei Godfrey Rolles Driver promovierte Ullendorff 1951 in Oxford mit einer Arbeit über die Beziehung der modernen äthiopischen Sprachen zum altäthiopischen Ge’ez zum DPhil. Bereits ein Jahr zuvor wurde er zum Lecturer für semitische Sprachen an der University of St Andrews in Schottland ernannt, 1956 stieg er zum Reader auf. Ullendorff wurde 1959 als Professor für semitische Sprachen und Literaturen an die University of Manchester berufen.
Fünf Jahre später wechselte er auf eine eigens für ihn geschaffene Stiftungsprofessur für Äthiopistik an der School of Oriental and African Studies (SOAS) der Universität London, dies war der erste spezifisch äthiopistische Lehrstuhl weltweit. Ullendorff war von 1968 bis 1978 Vorsitzender des Herausgeberbeirats des Bulletin of the School of Oriental & African Studies (BSOAS). Von 1972 bis 1979 war er Direktor der Afrikaabteilung der SOAS. Von 1975 bis 1979 und erneut von 1981 bis 1985 amtierte er als Vizepräsident der Royal Asiatic Society. Als Nachfolger Judah B. Segals wurde Ullendorff 1979 auf den Lehrstuhl für semitische Sprachen der SOAS berufen. Mit seinem Eintritt in den Ruhestand 1982 ernannte die Universität London ihn zum Professor emeritus sowohl für semitische Sprachen als auch für Äthiopistik. Zu seinem Bedauern wurde aber keiner der beiden Lehrstühle neu besetzt.
Im Jahr 1965 wurde Ullendorff zum Mitglied der British Academy (F.B.A.) gewählt, deren Vizepräsident er von 1980 bis 1982 war. Er hielt 1967 die Schweich Lecture on Biblical Archaeology zum Thema Äthiopien und die Bibel. Der äthiopische Kaiser Haile Selassie zeichnete ihn 1972 mit dem Haile Selassie International Prize for Ethiopian Studies aus. Ullendorff war persönlich mit dem 1974 gestürzten und im Jahr darauf ermordeten Monarchen bekannt. Er übersetzte und kommentierte Haile Selassies Autobiographie, die 1976 erschien. Die Accademia dei Lincei wählte ihn 1998 zum auswärtigen Mitglied.
Gegenüber der Los Angeles Times berichtete Ullendorff 1992, dass er während seiner Zeit beim britischen Militär 1941 die Kirche St. Maria von Zion in Aksum besucht habe, in der nach äthiopischer Überlieferung die biblische Bundeslade aufbewahrt wird. Er habe dort aber nur eine Nachbildung aus dem mittleren bis späten Mittelalter gefunden, wie es sie in vielen äthiopischen Kirchen gibt. Diese Erkenntnis publizierte Ullendorff jedoch aus Rücksicht auf die religiösen Gefühle der äthiopischen Christen nicht, sondern äußerte sie erst als Entgegnung auf Graham Hancocks pseudowissenschaftliches Buch über die Bundeslade.
Nach seinem Tod stiftete die British Academy 2012 die jährlich vergebene Edward Ullendorff Medal als Auszeichnung für wissenschaftliche Leistungen auf dem Gebiet der semitischen Sprachen und der Äthiopistik.

## Veröffentlichungen (Auswahl)
- The Semitic languages of Ethiopia. A comparative phonology. Taylor, London 1955.
- The Ethiopians. An introduction to country and people. 3. Auflage. Oxford University Press, Oxford 1973 [1960].
- An Amharic Chrestomathy. Introduction, Grammatical Tables, Texts, Amharic-English Glossary. 2. Auflage. School of Oriental and African Studies, London 1978 [1965].
- Ethiopia and the Bible. Oxford University Press, London 1968.
- Als Übersetzer und Herausgeber: My life and Ethiopia's progress, 1892–1937. The autobiography of Emperor Haile Sellassie I. Oxford University Press, London 1976.
- Is Biblical Hebrew a Language? Studies in Semitic languages and civilizations. Harrassowitz, Wiesbaden 1977.
- A Tigrinya (Tegren̆n̆a) chrestomathy. Introduction, grammatical tables, Tigrinya texts, letters, phrases, Tigrinya-English glossary, select bibliography. Steiner, Stuttgart 1985.
- The Two Zions. Reminiscences of Jerusalem and Ethiopia. Oxford University Press, Oxford 1988.
- From the Bible to Enrico Cerulli. A miscellany of Ethiopian and Semitic papers. Steiner, Stuttgart 1990.